# So So Gangsta
Albums de Daz Dillinger
Gangsta Crunk
(2005) Gangsta Party
(2007)
Singles
1. All I Need
Sortie : 2005
2. On Some Real Shit
Sortie : 2006
3. Thang on My Hip
Sortie : 2006

So So Gangsta est le huitième album studio de Daz Dillinger, sorti le 12 septembre 2006.
C'est le premier album sorti sous le label So So Def Recordings de Jermaine Dupri.
L'album s'est classé 6e au Top R&B/Hip-Hop Albums et 35e au Billboard 200, en vendant 23 000 exemplaires la première semaine.

## Liste des titres
| No  | Titre                                                   | Contient un (des) sample(s) de                                         | Durée |
| --- | ------------------------------------------------------- | ---------------------------------------------------------------------- | ----- |
| 1.  | Thang On My Hip                                         | Friends or Lovers d'Act I                                              | 3:25  |
| 2.  | On Some Real Shit (featuring Rick Ross)                 |                                                                        | 3:57  |
| 3.  | Rat a Tat Tat                                           |                                                                        | 4:27  |
| 4.  | Weekend (featuring Johntà Austin)                       | Murio La Flor des Los Angeles Negros Big Poppa de The Notorious B.I.G. | 2:58  |
| 5.  | DPG Fo' Life (featuring Snoop Dogg, Kurupt et Soopafly) |                                                                        | 4:57  |
| 6.  | Badder Than a Mutha (featuring Avery Storm)             |                                                                        | 2:52  |
| 7.  | Money On My Mind (featuring Kurupt)                     |                                                                        | 4:16  |
| 8.  | Strizap (featuring Ice Cube)                            |                                                                        | 4:27  |
| 9.  | Dangerous (featuring The Kid Slim)                      |                                                                        | 4:44  |
| 10. | All I Need                                              |                                                                        | 3:12  |
| 11. | The One' (featuring Jagged Edge)                        |                                                                        | 5:46  |
| 12. | Dat's Dat Nigga                                         |                                                                        | 3:54  |